# ユラユラ (Hearts Growの曲)
「ユラユラ」は、音楽バンドHearts Growの2枚目（インディーズからの通算3枚目）のシングル。

## 概要
メジャーデビューシングル「Road」から1か月半後にリリースされた第2作であり、初めてタイアップのついた作品である。初回生産版には特典として『NARUTO -ナルト-』絵柄ワイドキャップステッカーが附属。

## 収録曲
全作詞・作曲：Hearts Grow
1. ユラユラ（編曲：蔦谷好位置・百田留衣）
テレビ東京系アニメ『NARUTO -ナルト-』第9期オープニングテーマ（2006年10月5日 - 2007年2月8日放送分）。アニメでの放送は、デビューシングル「Road」の発売以前に開始された。
tvk音楽番組『音楽缶』オープニングテーマ。
2. 物語（編曲：蔦谷好位置）
卒業ソング。
3. ユラユラ (Instrumental)

## カバー
ユラユラ
- FLOW - 2023年8月30日発売のカバーアルバム『FLOW THE COVER 〜NARUTO縛り〜』に収録。

## 楽曲の収録アルバム
- サマーチャンプルー（#1） - ミニアルバム。「ユラユラ－Ryukyu HAYASHI Mix」として収録。

| テレビアニメ『NARUTO -ナルト-』オープニングテーマ 2006年10月5日 - 2007年2月8日 |                          |                                                                              |
| 前作: FLOW 『Re:member』                                                       | Hearts Grow 『ユラユラ』 | 次作: 「NARUTO -ナルト- 疾風伝」へと続く nobodyknows+ 『Hero's Come Back!!』 |